# جوانا بارنز
جوانا بارنز (انگلیسی: Joanna Barnes؛ زادهٔ ۱۵ نوامبر ۱۹۳۴ – ۲۹ آوریل ۲۰۲۲) هنرپیشه اهل ایالات متحده آمریکا بود. وی بین سال‌های ۱۹۵۶ تا ۲۰۰۲ میلادی فعالیت می‌کرد.
از فیلم‌های او می‌توان به تارزان، مرد گوریلی اشاره نمود.